# Débit de dose
Pour les articles homonymes, voir Débit.
Dans le domaine de la radioprotection, le débit de dose mesure la dose absorbée par unité de temps.

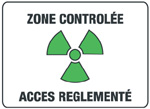
Logo réglementaire d'une zone contrôlée (zone verte).

## Mesure
Le débit de dose absorbée se mesure en Gy/s (grays par seconde) dans le Système international d'unités, mais les unités couramment utilisées sont le Gy/h et, anciennement, le rad/h (rad par heure). 
La dose équivalente se mesure en sieverts (et pour les doses usuelles, avec ses sous-multiples). Le débit de dose équivalente se mesure en sieverts par heure (ou par seconde, en Sv/s).
L'« intégrale du débit de dose » (la dose totale) reçue par un organisme est mesurée par un dosimètre. Mais cette mesure globale ne tient pas compte du débit de dose, qui a une importance du point de vue des effets sur la santé.
La mesure du débit de dose demande au minimum un appareil détectant les rayonnements ionisants : chambre d'ionisation, compteur Geiger, compteur proportionnel.
Le « comptage brut » fourni par l'appareil, qui ne détecte généralement que des « chocs », doit ensuite être pondéré suivant la nature du rayonnement (neutron, gamma, béta, alpha) et son énergie (en keV ou MeV).
Le débit de dose auquel serait effectivement exposé un opérateur doit aussi être ajusté selon la géométrie de la source et de son environnement.
Règle : Le débit de dose provenant d'une source ponctuelle est inversement proportionnel au carré de la distance.

## Usages
Cette mesure est utilisée en physique, pour le calage de certains appareils de mesure ou l'évaluation du débit de dose dû aux rayons cosmiques, par exemple de datation par thermoluminescence et dans le domaine de la radioprotection ou de la médecine nucléaire pour évaluer ou pour mettre à jour l'exposition moyenne ou générale à la radioactivité d'individus ou d'une population.
La quantité intervient dans les calculs de dose absorbée. Avec la dose radiative, elle constitue l'un des paramètres essentiels dans la prédiction de la survenue du syndrome d'irradiation aiguë et de sa gravité.

## Liens entre « doses » et « débits de doses »
Sur le plan médical, une dose débitée lentement (faible débit de dose) a un impact moindre qu'une même dose délivrée plus rapidement (fort débit de dose). Cependant, pour les besoins de la radioprotection, les limites réglementaires ne dépendent que de la dose totale reçue (du moment qu'elle est reçue dans une zone où le débit de dose peut être supérieur au seuil légal).
Le niveau moyen d'exposition à la radioactivité naturelle (2.5 mSv/an) correspond à un débit de dose de 0.3 µSv/h.
Un débit de dose de 2 µSv/h est jugé tolérable : c'est le débit de dose reçu par les populations qui habitent dans des régions à forte radioactivité naturelle. Il correspond à une dose annuelle de 17,5 mSv par individu.

## Débit de dose en radiothérapie externe
Les accélérateurs de particules utilisés en usage clinique de radiothérapie externe délivrent des faisceaux non continus d'électrons ou de photons.
Les faisceaux de photons X sont décrits par: 
- leur énergie, généralement de 6 MeV (notée X6) ou 10 MeV (notée X10)
- leur débit de dose en Unité Moniteur par minute (où 100 UM/min correspondent généralement à 1 Gy/min selon les conditions de calibration des machines)
- la présence ou non d'un cône égalisateur

### Débit de dose

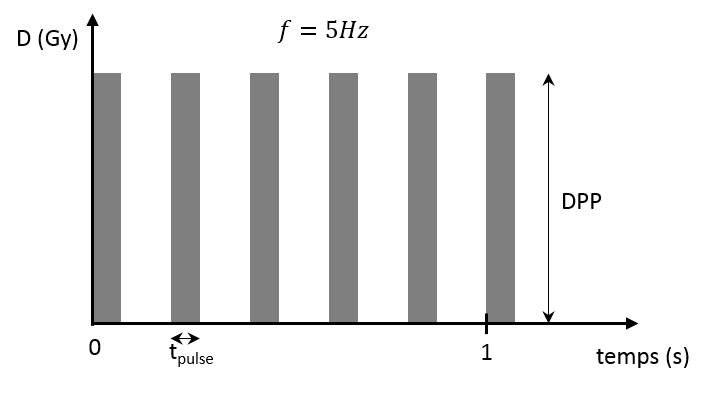
Illustration de la dose délivrée par un accélérateur linéaire de particules. DPP est la dose par impulsion, f est la fréquence des impulsions

Le débit de dose d'un faisceau de photons X émis par un accélérateur linéaire de particule peut être affecté par trois variables physiques : 
- la dose par impulsion ({\displaystyle \scriptstyle {DPP}})
- la durée de l’impulsion ({\displaystyle \scriptstyle {t_{pulse}}})
- la fréquence de répétition des impulsions ({\displaystyle \scriptstyle f}) (appelée PRF dans la littérature).

Le débit de dose absorbée délivré s'écrit {\displaystyle {\dot {D}}=DPP*f}. 

En général, les débits de dose délivrés par les accélérateurs en mode conventionnel (faisceau filtré) varient de 100 à 600 UM/min pour à 6 MV et 10 MV.

#### Particularité desfaisceaux FFF
Conventionnellement, un filtre égalisateur de forme conique est placé devant le faisceau de photons primaires issu de la cible afin de le rendre plat. Le filtre étant composé d'un matériau de Z élevé, le débit de dose du faisceau est fortement réduit. 
Pour certains types de traitements dérivés de la radiochirurgie tels que la stéréotaxie extra-crânienne, il peut être intéressant de retirer le filtre égalisateur. Sans le filtre, le débit de dose délivré peut être augmenté d'un facteur 4 à 10 MV . 
La propriété principale des faisceaux non filtrés (aussi appelés faisceaux FFF) est donc de pouvoir délivrer de très forts débits de dose, allant jusqu'à 24 Gy/min à 10 MV.
L'augmentation du débit de dose est dû au fait que la fluence des photons est maximale après la cible. La dose délivrée par chaque impulsion est de ce fait plus élevée.

### Débit de dose instantané
Un autre concept décrit dans la littérature est le débit de dose instantané {\displaystyle {\dot {D}}_{inst}}. Ce débit est égal à la dose délivrée par une impulsion ({\displaystyle \scriptstyle {DPP}}) divisée par le temps de l’impulsion ({\displaystyle \scriptstyle {t_{p}ulse}}). 

Le débit de dose instantané délivré s'écrit {\displaystyle {\dot {D}}_{inst}={\frac {DPP}{t_{pulse}}}} 

Il décrit la manière avec laquelle les impulsions de dose sont délivrées dans le temps. Plus le flux de photon est important et émit rapidement, plus sa valeur est élevée. En mode FFF, celle-ci peut atteindre {\displaystyle \scriptstyle 10^{6}} UM/min (10 000 Gy/min),.

## Zonages et contrôles
Les secteurs contrôlés d'une installation nucléaire reçoivent un code de couleur dépendant de la dose maximale susceptible d'être reçue par une personne présente en une heure, ou du débit d'équivalent de dose ambiant dans le cas des zones orange et rouge. 
En France, ce zonage est défini par un arrêté du 15 mai 2006.
| zone bleue  | de 0,5 à 7,5 µSv reçus en 1 h | zone surveillée                           | Plus de 80 μSv par mois, soit 1 mSv sur 12 mois glissants : ordre de grandeur du rayonnement naturel : limite réglementaire de l'exposition admissible du public aux rayonnements artificiels. | Symbole pour une zone radioactive surveillée.                            |
| zone verte  | de 7,5 à 25 µSv reçus en 1 h  | zone contrôlée                            | Ordre de grandeur des expositions aux rayonnements dans les environnements naturels fortement radioactifs.                                                                                     | Symbole pour une zone radioactive contrôlée.                             |
| zone jaune  | de 0,025 à 2 mSv reçus en 1 h | zone contrôlée (spécialement réglementée) | Capacité de réparation de l'ADN des cellules supérieures aux dislocations induites. Vieillissement cellulaire éventuellement accéléré par les radiations (?)                                   | Symbole pour une zone radioactive contrôlée et spécialement réglementée. |
| zone orange | de 2 à 100 mSv reçus en 1 h   | zone contrôlée (spécialement réglementée) | Taux de cassure double brin de l'ADN (~1/cGy) de l'ordre du taux de réparation (~ heure). Apparition éventuelle de phénomènes spécifiquement radio-induits aux expositions prolongées.         | Symbole pour une zone radioactive contrôlée et spécialement réglementée. |
| zone rouge  | plus de 100 mSv reçus en 1 h  | zone interdite                            | Cassures double brin de l'ADN supérieures au taux de réparation. Dislocations excédant les capacités de réparation cellulaires. Effets cumulatifs dépendant de la dose totale.                 | Symbole pour une zone radioactive interdite.                             |